# STS-75
STS-75 foi uma missão da NASA e o 19º voo realizado pelo ônibus espacial Columbia, que colocou satélites em órbita da Terra entre fevereiro e março de 1996.

## Tripulação
| Posição                  | Astronauta            |
| ------------------------ | --------------------- |
| Comandante               | Andrew Allen          |
| Piloto                   | Scott Horowitz        |
| Especialista de missão 1 | Jeffrey Hoffman       |
| Especialista de missão 2 | Maurizio Cheli        |
| Especialista de missão 3 | Claude Nicollier      |
| Especialista de missão 4 | / Franklin Chang-Diaz |
| Especialista de carga    | Umberto Guidoni       |

## Incidente com OVNI
Trechos de imagens de vídeo captadas a partir da missão STS-75 foram amplamente divulgados pelos entusiastas de OVNIs, que acreditam que as anomalias visuais na filmagem representam um fenômeno paranormal inexplicável.
A tripulação identificou os OVNIs como pequenas partículas de detritos filmadas fora de foco. O jornalista Espacial James Oberg escreveu uma análise das imagens dando mais detalhes.